# イエロー・ブック

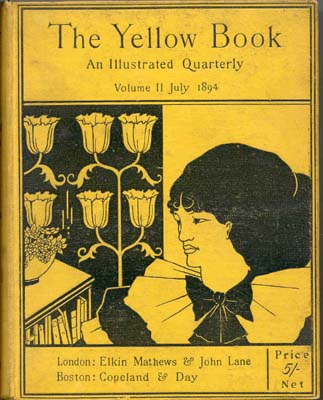
ビアズリーによるイエロー・ブック第2号（1894年7月）の表紙

イエロー・ブック（英語: The Yellow Book）とは、19世紀イギリスの挿絵入り季刊文芸誌。発行人はジョン・レインとエルキン・マシューズ、発行元はボドリー・ヘッド書店。19世紀末のデカダンスを象徴する雑誌として称揚され、また非難を浴びた。
1894年4月創刊。文芸部主任はアメリカの作家ヘンリー・ハーランド、絵画部主任はオーブリー・ビアズリー。第2号は1894年7月、第3号は1894年10月、第4号は1895年1月に刊行された。寄稿者にはマックス・ビアボーム、アーノルド・ベネット、フレデリック・ロルフ、H・G・ウェルズ、エドマンド・ゴス、ヘンリー・ジェイムズ、ジョージ・ギッシング、W・B・イェイツ、アーネスト・ダウソン、アーサー・シモンズ、アナトール・フランス、ウォルター・シッカートなどがいた。
1895年4月、ビアズリーがオスカー・ワイルドの男色スキャンダルの巻き添えを受けて追放されてからは著しく芸術的精彩を欠くようになったが、売上部数の低下に悩みつつも、1897年4月まで全13冊が刊行された。

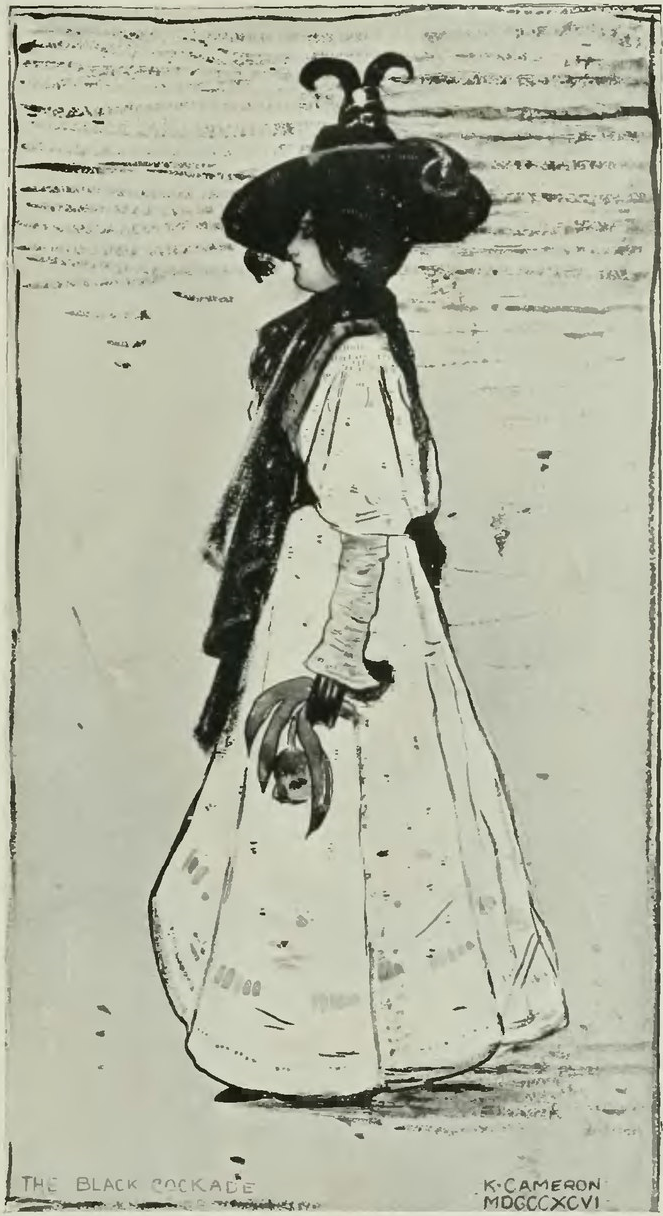
イエローブック、第13巻のキャサリン・キャメロンによる黒い花形帽章